# Iryna Hontjarova
Iryna Jurijivna Hontjarova (ukrainska: Ірина Юріївна Гончарова) född 19 december 1974 i Bilozerka i Ukrainska SSR i Sovjetunionen (nu Ukraina) är en före detta ukrainsk handbollsspelare.
Hon tog OS-brons i damernas turnering i samband med de olympiska handbollstävlingarna 2004 i Aten.